# Abryna obscura
Abryna obscura là một loài bọ cánh cứng trong họ Cerambycidae.